# John Fru Dni elrablása
John Fru Ndit az anglofón válság alatt kétszer is elrabolták 2019-ben. Az első egy vér nélküli és gyors, azonban jelentős esemény volt a háború folyamatában. Fru Dni Kamerun legerősebb ellenzéki pártjának, a Szociáldemokrata Pártnak az elnöke, akit ambazóniai harcosok ejtettek fogságba, majd még aznap szabadon is engedték. A második alkalom sokkal drámaibb volt. Ekkor fegyveresek rontottak be a házába, majd lábon lőtték a biztonsági őrét, Fru Ndit pedig megkínozták.

## Eső elrablása

### Előzmények
Április 27-én Fru Dni Kumbóba utazott, hogy részt vegyen  Joseph Banadzem, az SDF frakcióvezetőjének a temetésén. A környéken kialakult biztonsági helyzet miatt az Északnyugati régió vezetője felajánlotta, hogy katonai kíséretet biztosítanak számára, hogy megvédjék az esetleges szeparatista támadásoktól. Fru Ndi ezt visszautasította, azt mondta, egy katonai konvoj megjelenése csak kiprovokálná a támadást. Helyi szeparatista milicisták bejelentették, hogy nem fogják megzavarni a temetést, ha azon frankofón kameruniak nem vesznek részt.

### Az emberrablás
Fru Ndi szerint a bekerítés akkor kezdődött, mikor fegyveresek közelítették meg a konvoját Wainanában. Azt mondták, Fru Ndivel akarnak beszélni, és a konvoj nélküle menjen tovább. Erre azt válaszolta, hogy szívesen beszél velük, de a körülmények ellen szót emelt. A fegyveresek erre azt válaszolták, nem fog hosszan tartani, erre Fru Ndi beleegyezett, hogy velük megy egy közeli iskolába. Mikor a fegyveresek elhajtottak, négy kísérője vele tartott. Mikor a fegyveresek egy völgybe értek, Fru Ndinek világos lett, hogy őt elrabolták.
Kiderült, a fegyvereseknek az volt a célja, hogy rávegyék Fru Ndit, hogy az SDF hívja vissza a képviselőit a Nemzetgyűlésből és a Szenátusból. Fru Ndi ezt megtagadta, és azt mondta, kontraproduktív lenne az egyetlen olyan fórumot bojkottálni, ahol beszélhetnének Biya elnökkel. Miután Fru Dni többszöri rábeszélésre sem állt kötélnek, a fegyveresek őt és négy kísérőjét hét órát követően szabadon engedték. Fru Ndi sértetlenül tért vissza bamendai otthonába.

### Következmények
Azzal, hogy Fru Dni katonai kíséret nélkül utazott, bár kitette magát a viszontagságoknak, de megelőzött  egy esetleges eszkalációt. Az SDF az incidens lezárulta után válságülést tartott.
Az emberrablás után az SDF nyíltan és élesen kritizálta a kameruni kormányt. Egy nyilatkozatukban azzal vádolták Biya elnököt, hogy elvesztette az ellenőrzést az Északnyugati és a Délnyugati régió felett, ahol milicisták és különféle fegyveres csoportok vették át az irányítást. Szerintük ezt a helyzetet csak részvételi párbeszéddel lehet megoldani.

## Második emberrablás
2019. június 28-án fegyveresek léptek be Fru Dni bamendai otthonába. Az első esettől eltérően most ütötték, inzultálták és a sárban húzták. Miután kivonszolták a házából, betuszkolták egy teherautóba, és ismeretlen helyre vitték. Fru Dni testőrét lábon lőtték az incidens alatt, majd kórházba szállították.
Egy ideig a pincében tartották Fru Dnit, majd kapott egy bambuszágyat, hogy azon aludjon. Rossz egészségügyi állapota ellenére nem adtak neki sem ennie, sem a gyógyszereit nem tudta bevenni. Másnap reggel ultimátumot kapott. A szeparatisták azt követelték, Fru Dni kamera előtt jelentse ki, hogy 24 órán belül visszahívja az SDF szenátorait és polgármestereit. A szeparatisták egyetértettek abban, hogy az SDF nem működik együtt velük céljaik elérésében. Fru Dni erre azzal válaszolt, hogy szerinte az SDF igenis sokat tett az anglofón kameruniakért. Megígérte, hogy tárgyal majd az SDF politikusaival, és ezek eredményével visszatér majd a szeparatistákhoz. A szeparatisták erre azzal válaszoltak, hogy soha nem látogatta még meg őket. Fru Dni emlékeztetett, hogy még soha nem kapott tőlük meghívást. Fru Dnit azzal is meggyanúsították, hogy ő parancsolta meg a Kameruni Hadseregnek a Bambeda környékén lévő szeparatista táborok felszámolását. A frakcióvezető mindezt tagadta. A végén arra kényszerítették, hogy Ambazónia zászlajával fotózkodjon. Ezután késő éjszaka visszaszállították a rezidenciájára. Mikor hazaért, a feje be volt dagadva, a könyökén pedig megsérült.